# ケムニッツFC
ケムニッツFC（ドイツ語: Chemnitzer Fußballclub e.V.）は、ドイツの東部、ザクセン州の都市ケムニッツに本拠地を置くサッカークラブである。

## 概要
かつては、ケムニッツの旧名であるカール＝マルクス＝シュタットにちなんでFCカール＝マルクス＝シュタットと称されていた。旧東ドイツリーグ（DDRオーバーリーガ）で優勝を果たしたこともあった。現在はレギオナルリーガに属している。

## タイトル

### 国内タイトル
なし

### 国際タイトル
ない

## 歴代監督
- ヨジップ・クゼ 2000

## 歴代所属選手
- アンドレイ・パナディッチ 1994-1996
- ミヒャエル・バラック 1995-1997
- ネボイシャ・クルプニコビッチ 1999-2000
- ペール・クルゲ 1999-2001